# Pagodebusk
Pagodebusk (Enkianthus campanulatus) er en lille, løvfældende busk med en slank og opret vækst. Hovedgrenene er stift oprette, mens sidegrenene er kransstillede og næsten vandrette. Gamle buske kan have en meget uregelmæssig vækst.

## Beskrivelse
Barken er først rød og glat, men senere bliver den brun, og til sidst er den grålig og svagt furet. Knopperne er spredte, men de sidder så tæt, at de virker nærmest kransstillede. Bladene er elliptiske med fint savtakket rand. Hver tak ender i en fin tråd. Bladene er friskt grønne og stift hårede på begge sider. Høstfarven er gul til ildrød. Blomstringen sker lige før løvspringet i maj. Blomsterne sidder i halvskærme fra bladhjørnerne. De enkelte blomster er klokkeformede og gullige med røde aftegninger. Frugterne ses sjældent i Danmark.
Rodnettet er højtliggende og består af mange, fint forgrenede smårødder.
Højde x bredde og årlig tilvækst: 3 x 2,5 m (12 x 10 cm/år).

## Hjemsted
Busken indgår i skovbrynene hos ege-bøge blandingsskovene på østskråningerne af Hokkaidos, Shikokus og Honshūs bjerge (Japan). Her er klimaet fugtigt med snerige vintre, pludselige forår og monsunregn hele sommeren. 
I løvfældende skove i Mount Ishizuchi på Shikoku findes arten sammen med bl.a. Fraxinus lanuginosa (en art af ask), havehortensia, japansk bambus, japansk bøg, japansk konvalbusk, japansk kristtorn, japansk røn, japansk skimmia, japansk stuartia, Quercus crispula (en art af eg), skrueædelgran, solcypres og viftebladet løn
| Portal | Portal:Botanik |

## Note
1. ↑  Osamu Yamaguchi og Yolo Tsuchida: Vertical Structure of Woody Plants and Mushrooms in Summergreen Forests Arkiveret 10. august 2017 hos  Wayback Machine (engelsk)